# مصطفى جعفر
مصطفى مصطفى فهمي جعفر، لاعب كرة قدم مصري معتزل، كان يلعب لنادي مصر وقبل ذلك كان يلعب لأندية عديدة منها نادي بلدية المحلة ، ومنه انتقل لنادي الزمالك ، وأظهر اللاعب موهبة جيدة في الأداء مما جعل المدرب المصري حسن شحاتة يلحقه بالمنتخب المصري، ولكنه لم يأخذ فرصة جيدة لإظهار مهاراته.

## منتخب مصر
شارك في مباراة ودية وحيدة كبديل أمام منتخب إسبانيا عام 2006.

## مرتبة الشرف
فاز مع نادي الزمالك بلقب كأس مصر 2008.

## روابط خارجية
- مصطفى جعفر على موقع قاعدة بيانات كرة القدم.إي يو (الإنجليزية)
- مصطفى جعفر على موقع ناشيونال فوتبول تيمز (الإنجليزية)
- مصطفى جعفر على موقع كووورة